# Быковка (Тамбовская область)
Быковка — деревня в Моршанском районе Тамбовской области России. 
Входит в Куликовский сельсовет.

## География
Расположена в 30 км к юго-западу от районного центра города Моршанск.
В черте населённого пункта имеются несколько прудов, богатых рыбой. Рядом с деревней стоит старый сад и берёзовая роща.
Улицы
- Березовка
- Быковская
- Заря
- Знаменка
- Пчёлка
- Центральная

Центральная улица деревни так и называется Центральная улица, однако большая часть жителей проживает на улице Заря.
Основную массу зданий в деревне составляют одноэтажные кирпичные дома, разделённые на две квартиры, а также коттеджи, которые находятся в основном на улице Заря. Также есть и деревянные дома.
Из административно-культурных зданий в деревне есть своя школа — Быковская школа № 1, магазин, стадион, дом культуры и почта.

## Население
| 2002 | 2010 |
| ---- | ---- |
| 263  | ↘222 |